# Фер, Генрих
Генрих Фер (нем. Heinrich Feer, 1857—1892) — швейцарский ботаник.

## Биография
Родился в 1857 году. Занимался изучением семейства Колокольчиковые. Специализировался на семенных растениях. Умер в 1892 году.
Род растений Feeria был назван в его честь.

## Некоторые публикации
- Feer H. 1890. Beiträge zur Systematik und Morphologie der. Campanulaceen. Am. J. Bot. 80 (12): 1427—1436.